# Mario Franchini
Mario Franchini (* 9. Dezember 1901 in Pieve di Soligo; † nach 1959) war ein italienischer Filmregisseur und Drehbuchautor.

## Leben
Franchini arbeitete hauptsächlich als Journalist. Mit seiner Frau Marcella Albani – sie waren seit 1931 bis zu ihrem Tod 1959 verheiratet und hatten ein Kind – in der Hauptrolle inszenierte er in den 1930er Jahren zwei Filme nach eigenen Drehbüchern, die künstlerisch durchschnittlich waren und nur regional gezeigt wurden. 1937 war er Mitgründer der Vertriebsfirma Deutsch-Italienische Film-Union GmbH (DIFU).
Franchini ist nicht mit dem gleichnamigen, in Garbagna geborenen Autoren zu verwechseln.

## Filmografie
- 1933: La città dell'amore
- 1934: Ritorno alla terra